# Rainer Matsutani
Rainer Matsutani (* 9. Juli 1964 in Hockenheim) ist ein deutscher Filmregisseur und Drehbuchautor, der sich insbesondere in den Filmgenres Thriller, Krimis und Horrorfilme einen Namen gemacht hat. In einigen kleineren Rollen war er auch schauspielerisch tätig.

## Herkunft und berufliche Laufbahn
Rainer Matsutanis Vater ist japanischer Herkunft und seine Mutter Deutsche. Er verbrachte einige Jahre seiner Kindheit in Japan. Matsutani leitete die Film-AG seiner Schule, dem Bunsen-Gymnasium in Heidelberg. Direkt nach dem Abitur begann er 1984 für verschiedene Zeitschriften und lokale Tageszeitungen Kritiken und Filmartikel zu schreiben. Später zog er dann nach Berlin, wo er als Stipendiat an der Berliner Drehbuchwerkstatt für junge Nachwuchsautoren teilnahm. 1988 begann Rainer Matsutani seine Ausbildung an der Münchner Hochschule für Fernsehen und Film.
Im Jahr 1989 gründete er mit seinen Studienkollegen Harry Patramanis und Jürgen Hebstreit die Produktionsfirma Engram Pictures, für die er 1989 zunächst den 30-minütigen Kurzfilm Flug in die Nacht schrieb. Es folgten ein Werbespot und Industrie-Features, ehe Matsutani 1991 mit dem Kurzfilmthriller Klinik des Grauens (mit Ulrike Folkerts) einen ersten bedeutenden Filmerfolg erzielte. Der Film erhielt mehrere Festivalpreise. 1993 folgte mit Aus dem Reich der Schatten abermals eine fantastische Horrorgeschichte, mit der er weitere Preise einheimsen konnte.
1994 wurde die bislang als GbR geführte Engram Pictures in eine GmbH umgewandelt, mit Matsutani und Hebstreit als Gesellschafter. 1995 folgte dann mit der schwarzen Komödie Nur über meine Leiche (mit Katja Riemann und Christoph M. Ohrt) das mehrfach ausgezeichnete Kinodebüt. Danach konzentrierte sich Matsutani vorwiegend auf die Arbeit im Fernsehbereich.
Zunächst realisierte er 1997 die Gruselanthologie Geisterstunde. Darauf folgten eine Episode der Science-Fiction-Miniserie Lexx – The Dark Zone und 1998 der Fantasy-Actionfilm Feuerläufer – Fluch des Vulkans, den er gemeinsam mit Eckhard Vollmar verfasste. Mit Romantic Fighter wagte Matsutani sich aufs Martial-Arts-Parkett, um darauf im Jahr 2000 mit Einladung zum Mord, ein von Eckhard Vollmar geschriebenes Remake von Rainer Erlers Die letzten Ferien, einen lupenreinen Psychothriller folgen zu lassen. 2002 folgte dann mit 666 – Traue keinem, mit dem du schläfst! eine Kinoarbeit.
Danach wandte er sich schwerpunktmäßig dem Krimibereich zu und zeichnete für zwei Folgen der Tatort-Reihe (2006: Das ewig Böse mit Jan Josef Liefers, 2009: Tödliche Tarnung) verantwortlich und inszenierte drei TV-Krimis (2003: Die Stimmen, 2004: Untreu, 2005: Damals warst du still) mit Mariele Millowitsch als Hauptkommissarin Mona Seiler.
Im Bereich der TV-Comedy führte Matsutani 2006/2007 bei fünf Folgen der Reihe Ladyland mit Anke Engelke Regie. Weitere wichtige TV-Arbeiten waren 2007 Das Inferno – Flammen über Berlin und 2008 Das Papst-Attentat. Am 25. September 2009 war Premiere des Kinofilms Gangs.
Anschließend wandte er sich der ZDF-Serie zu und inszenierte zahlreiche Episoden von SOKO Stuttgart und Dr. Klein.
Zwischen den beiden TV-Event-Filmen Faktor 8 – Der Tag ist gekommen (2009) und In einem wilden Land (2013) drehte er den Kino-Horrorfilm Zimmer 205 (2011). Für NBC Universal drehte er die internationale SciFi-Serie Spides (2020), bei der er als Creator, Regisseur und erstmals als Showrunner fungierte.
Matsutani ist Mitglied im Bundesverband Regie (BVR).
Rainer Matsutani war mit der deutschen Schauspielerin Noémi Matsutani verheiratet. Er ist Vater von drei Kindern, die er gemeinsam mit Ehefrau Sinah Matsutani hat.

## Auszeichnungen
- 1992 Prädikat „Besonders wertvoll“ der Filmbewertungsstelle Wiesbaden für Klinik des Grauens
- 1992 Eastman-Kodak-Förderpreis, Filmfestival Hof für Klinik des Grauens
- 1993 Publikumspreis in der Kategorie Films d'Ecoles beim Festival d'Angers für Klinik des Grauens[5]
- 1993 Filmförderpreis der Stadt München für Klinik des Grauens
- 1993  auf dem Hamburger No Budget Festival für Klinik des Grauens
- 1993 Nominierung für den Deutschen Filmpreis für Aus dem Reich der Schatten
- 1993 Prädikat „Besonders wertvoll“ für Aus dem Reich der Schatten
- 1995 Prädikat „Besonders wertvoll“ für Nur über meine Leiche
- VGF-Nachwuchsproduzentenpreis 1995 für Nur über meine Leiche
- 1996 Publikumspreis auf dem Internationalen Fantasyfilm-Festival Brüssel für Nur über meine Leiche
- 1997 Kritikerpreis (Prix de la Critique), Spezialpreis der Jury (Prix Special du Jury) und Publikumspreis (Prix de AudienceFun Radio) auf dem Filmfestival Gérardmer für Nur über meine Leiche
- 2006 partizipierte Matsutanis am Deutschen Comedypreis für die „Beste Deutsche Komödie“ mit Ladyland.

## Filmografie

### Als Regisseur
- 1989: Flug in die Nacht (Kurzfilm; Drehbuch, Regie: Harry Patramanis)
- 1991: Klinik des Grauens (Kurzfilm; ebenso Drehbuch)
- 1993: Aus dem Reich der Schatten (Kurzfilm; ebenso Drehbuch)
- 1995: Nur über meine Leiche (ebenso Drehbuch)
- 1997: Geisterstunde – Fahrstuhl ins Jenseits (Fernsehfilm; Segmente: Die Schlafwandlerin, Der Hausmann und Unglaublich aber wahr; ebenso Drehbuch)
- 1997: Lexx – The Dark Zone – Folge: Eating Pattern (Fernsehserie)
- 1998: Feuerläufer – Der Fluch des Vulkans (Fernsehfilm; ebenso Drehbuch)
- 1999: Romantic Fighter (Fernsehfilm)
- 2000: Einladung zum Mord (Fernsehfilm)
- 2002: 666 – Traue keinem, mit dem du schläfst! (ebenso Drehbuch)
- 2003: Die Stimmen (Fernsehfilm)
- 2004: Untreu – Die Stimmen II (Fernsehfilm)
- 2005: Damals warst Du still – Die Stimmen III (Fernsehfilm; ebenso Drehbuch)
- 2006: Tatort – Folge: Das ewig Böse (Fernsehreihe; ebenso Drehbuch)
- 2006: Ladyland – Folgen: Die Kandidatin, Der Akt, Die Telenovela (Fernsehserie)
- 2007: Ladyland – Folgen: Die biologische Uhr, Papa kommt (Fernsehserie)
- 2007: Ladyland – Folgen: Feine Gesellschaft, Mutti ist die Beste (Fernsehserie)
- 2007: Das Inferno – Flammen über Berlin (Fernsehfilm)
- 2008: Das Papst-Attentat (Fernsehfilm)
- 2009: Tatort – Folge: Tödliche Tarnung (Fernsehreihe)
- 2009: Gangs
- 2009: Faktor 8 – Der Tag ist gekommen (Fernsehfilm)
- 2011: Zimmer 205
- seit 2011: SOKO Stuttgart (Fernsehserie; mehrere Folgen)
- 2013: Der Vollgasmann (Fernsehfilm)
- 2013: In einem wilden Land (Fernsehfilm; ebenso Drehbuch)
- 2014–2019: Dr. Klein (22 Folgen)
- 2020: Spides (Fernsehserie, 8 Folgen)

### Als Schauspieler
- 1994: Verfolger (Kurzfilm)
- 1997: Lexx – The Dark Zone – Folge: Super Nova (TV)
- 2001: Schmerzlich willkommen (TV), Regie: Yoriku Okada
- 2003: Violent Shit 4 – Nikos (Video)

### Als Showrunner
- 2020: Spides, NBC-Universal-Serie